# Graphiocephala polysticha
Graphiocephala polysticha är en fjärilsart som beskrevs av Lajos Vári 1961. Graphiocephala polysticha ingår i släktet Graphiocephala och familjen styltmalar.
Artens utbredningsområde är Zimbabwe. Inga underarter finns listade i Catalogue of Life.